# Masters Snooker 2011
2011 Ladbrokes Mobile Masters – nierankingowy turniej snookerowy rozgrywany w dniach 9 – 16 stycznia 2011 roku w hali widowiskowej Wembley Arena w Londynie. W sezonie 2010/2011 po raz pierwszy sponsorem turnieju była firma Ladbrokes.
W tym roku nie zostały przyznane dzikie karty i pierwsza szesnastka oficjalnego rankingu zagrała od pierwszej rundy turnieju. Warunkiem dostania dzikiej karty na turniej Masters dla zawodnika spoza szesnastki rankingu było wyłącznie zwycięstwo w UK Championship. Jednak turniej ten wygrał zawodnik z szesnastki rankingu i w związku z tym dzikiej karty na turniej Masters w tym sezonie organizatorzy nie przyznali. Trzeba tu także zaznaczyć, że Barry Hearn (nowy prezes Światowej Federacji Snookera i Bilarda Angielskiego) zmienił zasady m.in. w rankingu światowym snookerzystów. Ranking jest teraz częściej rewizjonowany, a ostatnia rewizja nastąpiła właśnie przed turniejem Masters (po UK Championship).
Zmieniła się także formuła turnieju – wszystkie 15 meczów rozegrano na jednym stole, który stał na środku sali Wembley Arena. Codziennie, oprócz ostatniego dnia turnieju, rozgrywane były po dwa mecze – jeden w sesji popołudniowej, a drugi w sesji wieczornej. Finał natomiast został podzielony na dwie sesje, ale odbywające się tego samego dnia.
Tytułu mistrzowskiego bronił Mark Selby, który w finale poprzedniego roku pokonał Ronnie’ego O’Sullivana 10-9 (mimo iż przegrywał wcześniej 6-9). W tym roku obrońca tytułu odpadł z turnieju po przegranej w I rundzie z rozstawionym z numerem 15 Markiem Kingiem 4-6.
W Polsce turniej transmituje stacja komercyjna Eurosport.

## Nagrody
| Zwycięzca                | £150 000 |
| II Miejsce               | £75 000  |
| Półfinalista             | £30 000  |
| Ćwierćfinalista          | £20 000  |
| Ostatnia szesnastka      | £15 000  |
| Najwyższy break turnieju | £15 000  |
| Łączna pula nagród       | £500 000 |

## Zawodnicy
W turnieju na 1. pozycji rozstawiony został obrońca tytułu, Mark Selby. Jako drugi rozstawiony został aktualny Mistrz świata, Neil Robertson. Następni gracze byli rozstawiani według kolejności miejsc, zajmowanych na światowej liście rankingowej: 
1. Mark Selby (obrońca tytułu)
2. Neil Robertson (aktualny Mistrz świata)
3. Ali Carter
4. John Higgins
5. Mark Williams
6. Stephen Maguire
7. Ronnie O’Sullivan
8. Shaun Murphy

1. Ding Junhui
2. Stephen Hendry
3. Graeme Dott
4. Mark Allen
5. Peter Ebdon
6. Jamie Cope
7. Mark King
8. Marco Fu

## Sędziowie
- Michaela Tabb
- Jan Verhaas
- Eirian Williams

## Wydarzenia związane z turniejem
- Po raz pierwszy w historii Main Touru w finale imprezy spotkało się dwóch zawodników z kontynentu azjatyckiego.

## Przebieg turnieju

### 9 stycznia
W niedzielnie popołudnie, w pierwszym meczu turnieju, zmierzyli się dwaj Anglicy, rozstawiony z numerem 15. Mark King i obrońca tytułu Mark Selby. Mecz lepiej rozpoczął Mark Selby, który wygrał dwa pierwsze frejmy. W pierwszej partii padł brejk w wysokości 78 punktów. Z kolei Mark King wygrał dwie kolejne partie, dzięki czemu obaj zawodnicy schodzili na przerwę z remisem. Starszy z Anglików, w trzeciej partii, wbił brejka w wysokości 139 punktów, który później przez kilka dni był najwyższym brejkiem turnieju. Po przerwie Mark King wysunął się na 2-frejmowe prowadzenie, wbijając przy tym 2 brejki powyżej 50 punktów (57, 55). Jednak szósta partia była wyrównana, w trakcie jej trwania Mark Selby wbił brejka w wysokości 59 punktów. Siódmą i ósmą partię bez problemu wygrał obrońca tytułu, wbijając w trakcie ich swoją jedyną setkę w turnieju w wysokości 106 punktów. Przy remisie 4-4 rozpoczęła się dominacja Marka Kinga, który do zera wygrał obie partie potrzebne mu do zwycięstwa. W tych frejmach wbijał kolejno brejki w wysokości 79, 50, 77.
Skrócone wyniki meczu Mark Selby – Mark King: 78(70)-15, 60-46, 0-139(139), 18-73, 42-81(57), 59(59)-64(55), 70-0, 115(106)-1, 0-123(79), 0-127(50,77).
Wieczorem ponownie zmierzyło się dwóch Anglików. Naprzeciw sobie stanęli Ali Carter i Peter Ebdon. Mecz lepiej rozpoczął ten drugi, który objął prowadzenie 2-0 wbijając brejki w wysokości 50 i 76 punktów. Trzeciego frejma wygrał wyżej rozstawiony Anglik dzięki wbiciu 83 punktów w jednym podejściu. Ostatniego frejma przed przerwą wygrał ponownie Peter Ebdon i to on na koniec pierwszej części spotkania prowadził 3-1. Po przerwie odrabiać starty zaczął Ali Carter. Doprowadził on do remisu 3-3 dzięki brejkom: 83 i 56 punktów. Od tej chwili mecz się wyrównał. Po kolei wynik osiągał remisy 4-4 i 5-5. W ostatniej partii meczu, lepszy okazał się Peter Ebdon, który około pierwszej w nocy czasu środkowoeuropejskiego zakończył swój mecz.
Skrócone wyniki meczu Allister Carter – Peter Ebdon: 6-77(50), 48-80(76), 83(83)-0, 1-88(88), 83(83)-4, 72(56)-0, 0-73, 67-35, 2-56, 72-64, 9-65.

## Drabinka turniejowa
|  |                                      |                                      |                                      |                |   |                                        |                                        |                                        |  |  |                                     |                                     |                                     |  |  |                                  |                                  |                                  |
|  | 1/8 finału (do 6 wygranych frame’ów) | 1/8 finału (do 6 wygranych frame’ów) | 1/8 finału (do 6 wygranych frame’ów) |                |   | Ćwierćfinały (do 6 wygranych frame’ów) | Ćwierćfinały (do 6 wygranych frame’ów) | Ćwierćfinały (do 6 wygranych frame’ów) |  |  | Półfinały (do 6 wygranych frame’ów) | Półfinały (do 6 wygranych frame’ów) | Półfinały (do 6 wygranych frame’ów) |  |  | Finał (do 10 wygranych frame’ów) | Finał (do 10 wygranych frame’ów) | Finał (do 10 wygranych frame’ów) |
|  | 1/8 finału (do 6 wygranych frame’ów) | 1/8 finału (do 6 wygranych frame’ów) | 1/8 finału (do 6 wygranych frame’ów) |                |   | Ćwierćfinały (do 6 wygranych frame’ów) | Ćwierćfinały (do 6 wygranych frame’ów) | Ćwierćfinały (do 6 wygranych frame’ów) |  |  | Półfinały (do 6 wygranych frame’ów) | Półfinały (do 6 wygranych frame’ów) | Półfinały (do 6 wygranych frame’ów) |  |  | Finał (do 10 wygranych frame’ów) | Finał (do 10 wygranych frame’ów) | Finał (do 10 wygranych frame’ów) |
|  |                                      |                                      |                                      |                |   |                                        |                                        |                                        |  |  |                                     |                                     |                                     |  |  |                                  |                                  |                                  |
|  |                                      |                                      |                                      |                |   |                                        |                                        |                                        |  |  |                                     |                                     |                                     |  |  |                                  |                                  |                                  |
|  | 1                                    | Mark Selby                           | 4                                    |                |   |                                        |                                        |                                        |  |  |                                     |                                     |                                     |  |  |                                  |                                  |                                  |
|  | 1                                    | Mark Selby                           | 4                                    |                |   |                                        |                                        |                                        |  |  |                                     |                                     |                                     |  |  |                                  |                                  |                                  |
|  | 15                                   | Mark King                            | 6                                    |                |   |                                        |                                        |                                        |  |  |                                     |                                     |                                     |  |  |                                  |                                  |                                  |
|  | 15                                   | Mark King                            | 6                                    |                |   | 15                                     | Mark King                              | 1                                      |  |  |                                     |                                     |                                     |  |  |                                  |                                  |                                  |
|  |                                      |                                      |                                      |                |   | 15                                     | Mark King                              | 1                                      |  |  |                                     |                                     |                                     |  |  |                                  |                                  |                                  |
|  |                                      |                                      | 14                                   | Jamie Cope     | 6 |                                        |                                        |                                        |  |  |                                     |                                     |                                     |  |  |                                  |                                  |                                  |
|  | 8                                    | Shaun Murphy                         | 14                                   | Jamie Cope     | 6 | 3                                      |                                        |                                        |  |  |                                     |                                     |                                     |  |  |                                  |                                  |                                  |
|  | 8                                    | Shaun Murphy                         |                                      |                |   |                                        |                                        |                                        |  |  |                                     |                                     |                                     |  |  |                                  |                                  |                                  |
|  | 14                                   | Jamie Cope                           | 6                                    |                |   |                                        |                                        |                                        |  |  |                                     |                                     |                                     |  |  |                                  |                                  |                                  |
|  | 14                                   | Jamie Cope                           | 6                                    |                |   | 14                                     | Jamie Cope                             | 3                                      |  |  |                                     |                                     |                                     |  |  |                                  |                                  |                                  |
|  |                                      |                                      |                                      |                |   |                                        |                                        |                                        |  |  |                                     |                                     |                                     |  |  |                                  |                                  |                                  |
|  |                                      |                                      | 9                                    | Ding Junhui    | 6 |                                        |                                        |                                        |  |  |                                     |                                     |                                     |  |  |                                  |                                  |                                  |
|  | 5                                    | Mark Williams                        | 9                                    | Ding Junhui    | 6 | 4                                      |                                        |                                        |  |  |                                     |                                     |                                     |  |  |                                  |                                  |                                  |
|  | 5                                    | Mark Williams                        |                                      |                |   |                                        |                                        |                                        |  |  |                                     |                                     |                                     |  |  |                                  |                                  |                                  |
|  | 9                                    | Ding Junhui                          | 6                                    |                |   |                                        |                                        |                                        |  |  |                                     |                                     |                                     |  |  |                                  |                                  |                                  |
|  | 9                                    | Ding Junhui                          | 6                                    |                |   | 9                                      | Ding Junhui                            | 6                                      |  |  |                                     |                                     |                                     |  |  |                                  |                                  |                                  |
|  |                                      |                                      |                                      |                |   | 9                                      | Ding Junhui                            | 6                                      |  |  |                                     |                                     |                                     |  |  |                                  |                                  |                                  |
|  |                                      |                                      | 11                                   | Graeme Dott    | 2 |                                        |                                        |                                        |  |  |                                     |                                     |                                     |  |  |                                  |                                  |                                  |
|  | 4                                    | John Higgins                         | 11                                   | Graeme Dott    | 2 | 4                                      |                                        |                                        |  |  |                                     |                                     |                                     |  |  |                                  |                                  |                                  |
|  | 4                                    | John Higgins                         |                                      |                |   |                                        |                                        |                                        |  |  |                                     |                                     |                                     |  |  |                                  |                                  |                                  |
|  | 11                                   | Graeme Dott                          | 6                                    |                |   |                                        |                                        |                                        |  |  |                                     |                                     |                                     |  |  |                                  |                                  |                                  |
|  | 11                                   | Graeme Dott                          | 6                                    |                |   | 9                                      | Ding Junhui                            | 10                                     |  |  |                                     |                                     |                                     |  |  |                                  |                                  |                                  |
|  |                                      |                                      |                                      |                |   |                                        |                                        |                                        |  |  |                                     |                                     |                                     |  |  |                                  |                                  |                                  |
|  |                                      |                                      | 16                                   | Marco Fu       | 4 |                                        |                                        |                                        |  |  |                                     |                                     |                                     |  |  |                                  |                                  |                                  |
|  | 3                                    | Ali Carter                           | 16                                   | Marco Fu       | 4 | 5                                      |                                        |                                        |  |  |                                     |                                     |                                     |  |  |                                  |                                  |                                  |
|  | 3                                    | Ali Carter                           |                                      |                |   |                                        |                                        |                                        |  |  |                                     |                                     |                                     |  |  |                                  |                                  |                                  |
|  | 13                                   | Peter Ebdon                          | 6                                    |                |   |                                        |                                        |                                        |  |  |                                     |                                     |                                     |  |  |                                  |                                  |                                  |
|  | 13                                   | Peter Ebdon                          | 6                                    |                |   | 13                                     | Peter Ebdon                            | 0                                      |  |  |                                     |                                     |                                     |  |  |                                  |                                  |                                  |
|  |                                      |                                      |                                      |                |   | 13                                     | Peter Ebdon                            | 0                                      |  |  |                                     |                                     |                                     |  |  |                                  |                                  |                                  |
|  |                                      |                                      | 16                                   | Marco Fu       | 6 |                                        |                                        |                                        |  |  |                                     |                                     |                                     |  |  |                                  |                                  |                                  |
|  | 6                                    | Stephen Maguire                      | 16                                   | Marco Fu       | 6 | 4                                      |                                        |                                        |  |  |                                     |                                     |                                     |  |  |                                  |                                  |                                  |
|  | 6                                    | Stephen Maguire                      |                                      |                |   |                                        |                                        |                                        |  |  |                                     |                                     |                                     |  |  |                                  |                                  |                                  |
|  | 16                                   | Marco Fu                             | 6                                    |                |   |                                        |                                        |                                        |  |  |                                     |                                     |                                     |  |  |                                  |                                  |                                  |
|  | 16                                   | Marco Fu                             | 6                                    |                |   | 16                                     | Marco Fu                               | 6                                      |  |  |                                     |                                     |                                     |  |  |                                  |                                  |                                  |
|  |                                      |                                      |                                      |                |   |                                        |                                        |                                        |  |  |                                     |                                     |                                     |  |  |                                  |                                  |                                  |
|  |                                      |                                      | 12                                   | Mark Allen     | 4 |                                        |                                        |                                        |  |  |                                     |                                     |                                     |  |  |                                  |                                  |                                  |
|  | 7                                    | Ronnie O’Sullivan                    | 12                                   | Mark Allen     | 4 | 4                                      |                                        |                                        |  |  |                                     |                                     |                                     |  |  |                                  |                                  |                                  |
|  | 7                                    | Ronnie O’Sullivan                    |                                      |                |   |                                        |                                        |                                        |  |  |                                     |                                     |                                     |  |  |                                  |                                  |                                  |
|  | 12                                   | Mark Allen                           | 6                                    |                |   |                                        |                                        |                                        |  |  |                                     |                                     |                                     |  |  |                                  |                                  |                                  |
|  | 12                                   | Mark Allen                           | 6                                    |                |   | 12                                     | Mark Allen                             | 6                                      |  |  |                                     |                                     |                                     |  |  |                                  |                                  |                                  |
|  |                                      |                                      |                                      |                |   | 12                                     | Mark Allen                             | 6                                      |  |  |                                     |                                     |                                     |  |  |                                  |                                  |                                  |
|  |                                      |                                      | 2                                    | Neil Robertson | 4 |                                        |                                        |                                        |  |  |                                     |                                     |                                     |  |  |                                  |                                  |                                  |
|  | 2                                    | Neil Robertson                       | 2                                    | Neil Robertson | 4 | 6                                      |                                        |                                        |  |  |                                     |                                     |                                     |  |  |                                  |                                  |                                  |
|  | 2                                    | Neil Robertson                       |                                      |                |   |                                        |                                        |                                        |  |  |                                     |                                     |                                     |  |  |                                  |                                  |                                  |
|  | 10                                   | Stephen Hendry                       | 3                                    |                |   |                                        |                                        |                                        |  |  |                                     |                                     |                                     |  |  |                                  |                                  |                                  |
|  | 10                                   | Stephen Hendry                       | 3                                    |                |   |                                        |                                        |                                        |  |  |                                     |                                     |                                     |  |  |                                  |                                  |                                  |
|  |                                      |                                      |                                      |                |   |                                        |                                        |                                        |  |  |                                     |                                     |                                     |  |  |                                  |                                  |                                  |

## Finał
| Finał: Do 10 frame’ów Wembley Arena, Londyn, Anglia 16 stycznia 2011. Sędzia: Eirian Williams                                                                                 |                    |          |
| Ding Junhui | 10-4               | Marco Fu |
| Sesja południowa: 136(120)–0, 74(74)–0, 18–84(80), 71(61)–42, 57–46, 0–82(82), 68(60)–17, 82(66)–30 Sesja wieczorna: 1–73(69), 5–94(56), 77–74, 95(94)–5, 83(83)–12, 86(85)–6 |                    |          |
| 120 | Najwyższy break    | 82       |
| 1 | Breaki stupunktowe | 0        |
| 8 | Breaki 50-punktowe | 4        |

## Breaki stupunktowe turnieju
- Stephen Maguire 142
- Mark King 139, 102
- Marco Fu 136, 130, 117, 109, 107
- Ding Junhui 124, 124, 120, 108, 102
- Graeme Dott 115
- Mark Selby 106
- Jamie Cope 101

## Statystyki turnieju

### Statystyki pierwszej rundy
|                   | Państwo           | Il. zawodników | % zawodników |
| ----------------- | ----------------- | -------------- | ------------ |
| Anglia            | Anglia            | 7              | 43,75%       |
| Szkocja           | Szkocja           | 4              | 25,00%       |
| Walia             | Walia             | 1              | 6,25%        |
| Irlandia Północna | Irlandia Północna | 1              | 6,25%        |
|                   | Chiny             | 1              | 6,25%        |
| Australia         | Australia         | 1              | 6,25%        |
| Hongkong          | Hongkong          | 1              | 6,25%        |

- Liczba uczestników rundy: 16 zawodników
- Liczba rozstawionych zawodników w rundzie: 16
- Liczba zwycięstw zawodników wyżej rozstawionych: 1
- Liczba zwycięstw zawodników niżej rozstawionych: 7
- Liczba rozegranych partii (maksymalnie możliwa): 79 (88)
- Średnia liczba partii w meczu: 9,875
- Najwyższe zwycięstwo: 6:3
- Liczba meczów rozstrzygniętych w ostatniej partii: 1

### Statystyki ćwierćfinałów
|                   | Państwo           | Il. zawodników | % zawodników |
| ----------------- | ----------------- | -------------- | ------------ |
| Anglia            | Anglia            | 3              | 37,5%        |
| Szkocja           | Szkocja           | 1              | 12,5%        |
| Irlandia Północna | Irlandia Północna | 1              | 12,5%        |
|                   | Chiny             | 1              | 12,5%        |
| Australia         | Australia         | 1              | 12,5%        |
| Hongkong          | Hongkong          | 1              | 12,5%        |

- Liczba uczestników rundy: 8 zawodników
- Liczba rozstawionych zawodników w rundzie: 8
- Liczba zwycięstw zawodników wyżej rozstawionych: 2
- Liczba zwycięstw zawodników niżej rozstawionych: 2
- Liczba rozegranych partii (maksymalnie możliwa): 31 (44)
- Średnia liczba partii w meczu: 7,75
- Najwyższe zwycięstwo: 6:0
- Liczba meczów rozstrzygniętych w ostatniej partii: 0

### Statystyki półfinałów
|                   | Państwo           | Il. zawodników | % zawodników |
| ----------------- | ----------------- | -------------- | ------------ |
| Anglia            | Anglia            | 1              | 25%          |
| Irlandia Północna | Irlandia Północna | 1              | 25%          |
|                   | Chiny             | 1              | 25%          |
| Hongkong          | Hongkong          | 1              | 25%          |

- Liczba uczestników rundy: 4 zawodników
- Liczba rozstawionych zawodników w rundzie: 4
- Liczba zwycięstw zawodników wyżej rozstawionych: 1
- Liczba zwycięstw zawodników niżej rozstawionych: 1
- Liczba rozegranych partii (maksymalnie możliwa): 19 (22)
- Średnia liczba partii w meczu: 9,5
- Najwyższe zwycięstwo: 6:3
- Liczba meczów rozstrzygniętych w ostatniej partii: 0